# Kadusier

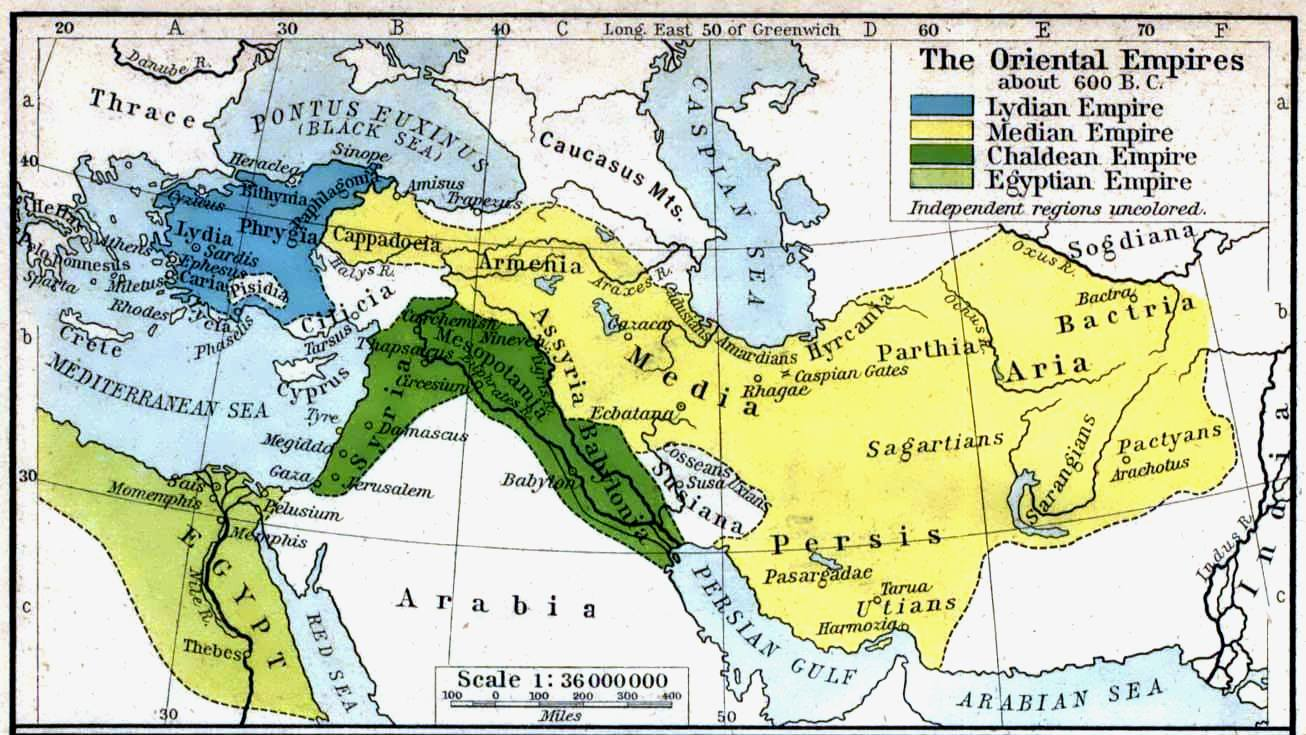
Kadusier im Mederreich

Die Kadusier (griechisch Καδουσιοι, Kadoúsioi; lateinisch Cadusii) waren ein antikes iranisches Volk, das an der Südwestküste des Kaspischen Meeres lebte. Die Kadusier werden nicht in altiranischen Quellen genannt und sonst gibt es außer den altgriechischen Werken keine Hinweise auf dieses Volk.
Die Kadusier bewohnten eine Gegend, die nach ihnen Kadusien benannt wurde und die sich in etwa im Norden bis zum Fluss Kyros (heute: Kura) und im Süden bis zum Fluss Mardus (heute: Sefid Rud) erstreckte. Damit entspricht ihr Siedlungsgebiet weitgehend den heutigen iranischen Provinzen Gilan und Ardabil. Strabon beschreibt die Kadusier als kriegserfahrene Bergbewohner, die vor allem zu Fuß kämpften und geübt im Umgang mit Speer und Lanze waren.

## Frühzeit
Offenbar lagen die Kadusier häufig im Krieg mit ihren Nachbarn. Zunächst waren sie Diodor zufolge von den Assyrern abhängig, dann bestand eine lose Abhängigkeit von den Medern, den südlichen Nachbarn der Kadusier, bis sie sich gegen den medischen König Artaios erhoben. Diodor berichtet, dass ein persischer Feldherr mit Namen Parsondes vor den Medern zu den Kadusiern geflüchtet sei und von diesen zum Anführer gegen die Meder gewählt worden sei. Die Meder wurden zurückgeschlagen und die Kadusier erhoben Parsondes als Dank zu ihrem König. Die von ihm begründete Dynastie führte auch in der Folge ständige Kriege mit dem medischen Reich bis zu dessen Vernichtung durch die Perser im Jahre 550 v. Chr.

## Kadusier und Perser

Kadusier im Achämenidenreich

Offenbar hatte ein dauerhaftes Kampfbündnis zwischen Kadusiern und Persern gegen die Meder bestanden, sodass nach deren Sturz, der Kadusier und Perser zu Nachbarn machte, die Kadusier loyale Verbündete der Perser wurden und deren Großkönig Kyros II. bei der Unterwerfung Babyloniens 539 v. Chr. unterstützten. Das Gefolgschaftsverhältnis scheint danach allerdings eher eine Unterordnung in einem Reichsverband gewesen zu sein, da für Kadusien eine Satrapie belegt ist, für die Kyros seinen Sohn Tanaoxares als Satrapen einsetzte. Jedoch nennt weder Herodot die Kadusier, noch tauchen sie in persischen Aufzählungen untertäniger Völker auf, sodass das Ausmaß der persischen Kontrolle über die Kadusier unsicher ist. Für das Jahr 406 v. Chr. ist ein Feldzug des persischen Prinzen Kyros des Jüngeren gegen die Kadusier belegt, die gegen die persische Herrschaft rebelliert hätten. Dieser Feldzug endete für die Perser offensichtlich erfolgreich: In der Schlacht bei Kunaxa kämpfen die Kadusier 401 v. Chr. unter dem Kommando des Königs Artaxerxes II. gegen Kyros. Für die Jahre 385 v. Chr. und 358 v. Chr. sind allerdings weitere Aufstände der Kadusier belegt. Der erste Aufstand wird durch eine Armee unter Artaxerxes II. niedergeworfen, wobei sich auf persischer Seite vor allem der Feldherr Datames hervortat; der zweite Aufstand konnte von König Artaxerxes III. erstickt werden. Dabei zeichnete sich der persische Feldherr Kodomannos aus, der später als Dareios III. persischer Großkönig wurde.

## Alexander der Große und Nachwirkung

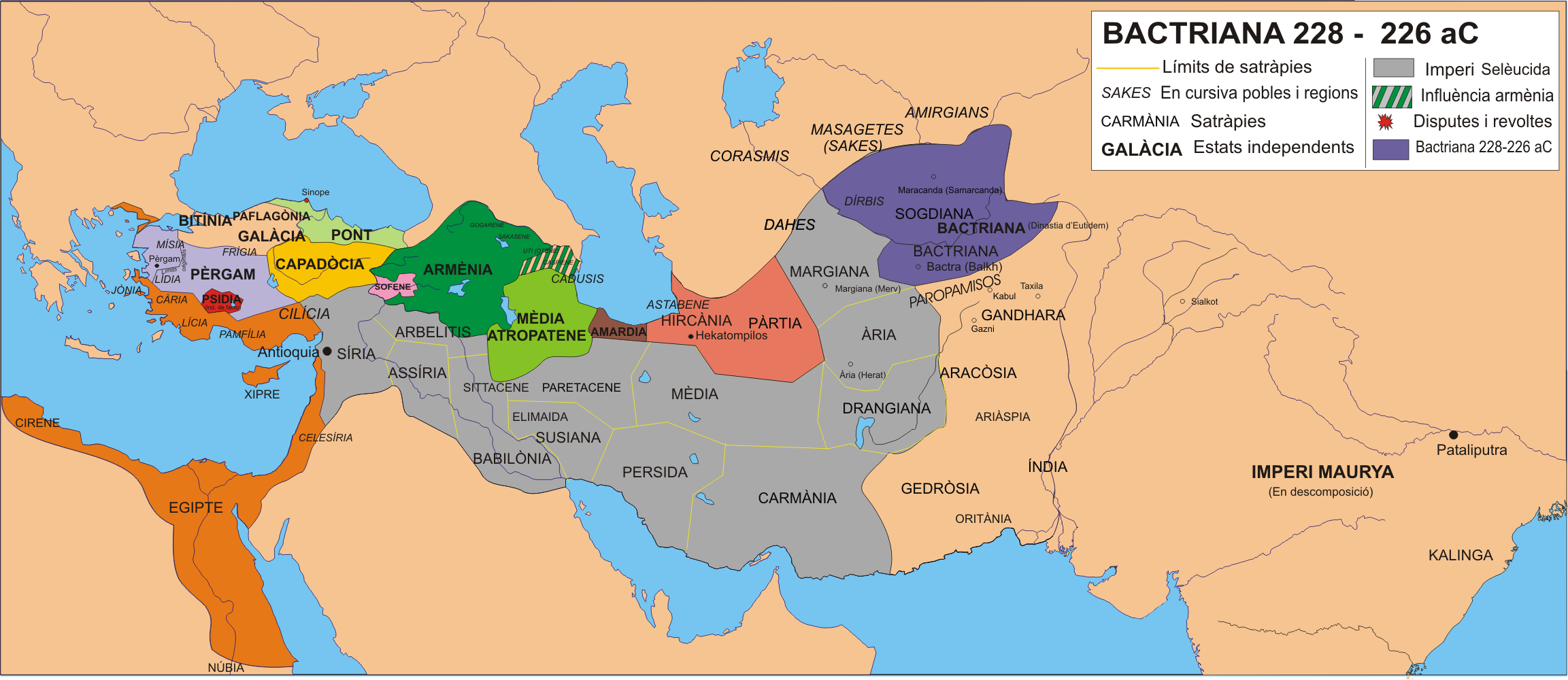
Vorderasien in den 220er Jahren

Die Kadusier blieben dem letzten persischen Großkönig im Kampf gegen Alexander dem Großen treu, wurden aber von diesem in der Schlacht von Gaugamela 331 v. Chr. geschlagen. Alexanders Feldherr Parmenion sorgte dann dafür, dass Kadusien dem Alexanderreich einverleibt wurde.
Nach Alexanders Tod wurde das Seleukidenreich zur bedeutendsten Macht auf dem Gebiet des einstigen Perserreiches und die Kadusier tauchen häufig als dessen Verbündete auf, so bei der Schlacht bei Raphia 217 v. Chr. gegen die Ägypter, Antiochos III. nennt sie den Griechen gegenüber als eines der Völker, die ihm untertan seien. Ein gewisses Maß an Eigenständigkeit kann dennoch angenommen werden, da sich zwischen den Kadusiern und dem Seleukidenreich das Reich Atropatene befand, für das eine eigenständige Politik der Herrscher der Atropatiden belegt ist. Im 2. Jahrhundert v. Chr. verfiel das Seleukidenreich, das langfristig dem Zweifrontenkrieg im Westen gegen die Römer und im Osten gegen die Parther nicht gewachsen war. Das Schicksal der Kadusier in dieser Zeit liegt weitgehend im Dunkeln, vermutlich wurden sie relativ bald von den Parthern unterworfen. Das letzte Mal werden die Kadusier in einer Quelle des Jahres 260 erwähnt, danach dürften sie sich mit anderen Völkern der Region verschmolzen haben.

## Kadusische Herrscher
- Artagerses
- Parsondes
- Rathines
- Velenus
- Wanafarna